# Qualificazioni al campionato europeo femminile di calcio 2022 - Fase a gironi, gruppo H
Il gruppo H delle qualificazioni al campionato europeo femminile di calcio 2022 è composto da cinque squadre: Svizzera, Belgio, Romania, Croazia e Lituania. La composizione dei sette gruppi di qualificazione della sezione UEFA è stata sorteggiata il 21 febbraio 2019.

## Formula
Le cinque squadre si affrontano in un girone all'italiana con partite di andata e ritorno, per un totale di 8 partite. La squadra prima classificata si qualifica direttamente alla fase finale del torneo, mentre la seconda classificata si qualifica direttamente alla fase finale solo se è tra le migliori tre seconde dei nove gruppi di qualificazione, altrimenti accede ai play-off qualificazione.
In caso di parità di punti tra due o più squadre di uno stesso gruppo, le posizioni in classifica verranno determinate prendendo in considerazione, nell'ordine, i seguenti criteri:
1. maggiore numero di punti negli scontri diretti tra le squadre interessate (classifica avulsa);
2. migliore differenza reti negli scontri diretti tra le squadre interessate (classifica avulsa);
3. maggiore numero di reti segnate negli scontri diretti tra le squadre interessate (classifica avulsa);
4. maggiore numero di reti segnate in trasferta negli scontri diretti tra le squadre interessate (classifica avulsa), valido solo per il turno di qualificazione a gironi;
5. se, dopo aver applicato i criteri dall'1 al 4, ci sono squadre ancora in parità di punti, i criteri dall'1 al 4 si riapplicano alle sole squadre in questione. Se continua a persistere la parità, si procede con i criteri dal 6 all'11;
6. migliore differenza reti;
7. maggiore numero di reti segnate;
8. maggiore numero di reti segnate in trasferta;
9. maggiore numero di vittorie nel girone;
10. maggiore numero di vittorie in trasferta nel girone;
11. classifica del fair play;
12. posizione nel ranking UEFA in fase di sorteggio.

## Classifica
| Pos | Squadra  | Pt | G | V | N | P | GF | GS | DR  |
| --- | -------- | -- | - | - | - | - | -- | -- | --- |
| 1.  | Belgio   | 21 | 8 | 7 | 0 | 1 | 37 | 5  | +32 |
| 2.  | Svizzera | 19 | 8 | 6 | 1 | 1 | 20 | 6  | +14 |
| 3.  | Romania  | 12 | 8 | 4 | 0 | 4 | 13 | 16 | -3  |
| 4.  | Croazia  | 7  | 8 | 2 | 1 | 5 | 7  | 19 | -12 |
| 5.  | Lituania | 0  | 8 | 0 | 0 | 8 | 1  | 32 | -31 |

## Risultati
| Arbitro: | Laura Rapp |

|                  |           |                           |
| Gailevičiūtė 86’ | Marcatori | 37’ Dujmenović 48’ Šundov |

| Arbitro: | Merima Čelik |

|                                                              |           |  |
| Liužinaitė 19’ (aut.) Humm 47’ Bachmann 68’ Crnogorčević 79’ | Marcatori |  |

| Arbitro: | Henrikke Nervik |

|                                                                |           |           |
| Cayman 18’, 59’, 66’ De Caigny 44’ Deloose 74’ Vanmechelen 78’ | Marcatori | 84’ Lojna |

| Arbitro: | Ewa Augustyn |

|  |           |                                                             |
|  | Marcatori | 35’ (rig.) Crnogorčević 66’ Kiwic 70’ (aut.) Neverdauskaitė |

| Arbitro: | Marta Huerta De Aza |

|  |           |            |
|  | Marcatori | 9’ De Neve |

| Arbitro: | Katarzyna Lisiecka-Sęk |

|                              |           |  |
| Crnogorčević 9’ Reuteler 31’ | Marcatori |  |

| Arbitro: | Petra Pavlikova |

|                                                              |           |  |
| Vătafu 17’ (rig.) Neverdauskaitė 29’ (aut.) Voicu 70’ (rig.) | Marcatori |  |

| Arbitro: | Tess Olofsson |

|            |           |                                                      |
| Lubina 40’ | Marcatori | 15’ (rig.) Wullaert 31’, 56’ Philtjens 81’ De Caigny |

| Arbitro: | Shona Shukrula |

|                                                                    |           |  |
| Bachmann 26’, 45’, 74’ Crnogorčević 65’ (rig.) Humm 81’ Fölmli 88’ | Marcatori |  |

| Arbitro: | Ivana Projkovska |

|                                                        |           |  |
| De Caigny 14’, 32’, 46’, 66’, 73’ Mikutaitė 29’ (aut.) | Marcatori |  |

| Arbitro: | Volha Cjareška |

|                                                                      |           |         |
| Wullaert 19’ (rig.), 45’, 51’ Cayman 26’ Dhont 80’ Vanhaevermaet 84’ | Marcatori | 53’ Rus |

| Arbitro: | Lucie Šulcová |

|            |           |              |
| Rudelić 3’ | Marcatori | 74’ Bachmann |

| Arbitro: | Ivana Projkovska |

|                                                    |           |             |
| Landeka 17’ (aut.) Bâtea 40’ Herczeg 45+4’ Rus 68’ | Marcatori | 10’ Rudelić |

| Arbitro: | Tess Olofsson |

|                    |           |              |
| Gut 6’ Lehmann 64’ | Marcatori | 71’ Wullaert |

| Arbitro: | Lorraine Watson |

|  |           |                                               |
|  | Marcatori | 63’, 81’ (rig.) Vătafu 77’ Rus 90’ Vlădulescu |

| Arbitro: | Melis Özçiğdem |

|  |           |                          |
|  | Marcatori | 29’ Sow 79’ Crnogorčević |

| Arbitro: | Lina Lehtovaara |

|  |           | |
|  | Marcatori | 12’, 69’, 82’ Wullaert 14’ (aut.) Liužinaitė 21’ (aut.) Gedgaudaitė 30’, 40’, 56’ De Caigny 84’ Minnaert |

| Arbitro: | Rebecca Welch |

|            |           |  |
| Šundov 81’ | Marcatori |  |

| Arbitro: | Anastasija Pustovojtova |

|                                              |           |  |
| De Caigny 24’, 45+1’ Wullaert 73’ Cayman 85’ | Marcatori |  |

| Arbitro: | Ewa Augustyn |

|  |           |             |
|  | Marcatori | 53’ Ciolacu |

## Statistiche

### Classifica marcatrici
12 reti
- Tine De Caigny

9 reti
- Tessa Wullaert (2 rig.)

5 reti
- Janice Cayman

- Ramona Bachmann

- Ana-Maria Crnogorčević (1 rig.)

3 reti
- Laura Rus

- Ștefania Vătafu (2 rig.)

2 reti
- Davina Philtjens
- Ivana Rudelić

- Kristina Šundov

- Fabienne Humm

1 rete
- Laura De Neve
- Laura Deloose
- Elena Dhont
- Marie Minnaert
- Justine Vanhaevermaet
- Davinia Vanmechelen
- Isabella Dujmenović

- Izabela Lojna
- Anela Lubina
- Dovilė Gailevičiūtė
- Mara Bâtea
- Mihaela Ciolacu
- Andrea Herczeg
- Ana Maria Vlădulescu

- Andreea Voicu (1 rig.)
- Svenja Fölmli
- Malin Gut
- Alisha Lehmann
- Rahel Kiwic
- Géraldine Reuteler
- Coumba Sow

2 autoreti
- Milda Liužinaitė (1 a favore del Belgio e 1 a favore della Svizzera)
- Vestina Neverdauskaitė (1 a favore della Svizzera e 1 a favore della Romania)

1 autorete
- Iva Landeka (1 a favore della Romania)
- Gabija Gedgaudaitė (1 a favore del Belgio)
- Algimante Mikutaitė (1 a favore del Belgio)